# 瀬戸サオリ
瀬戸 サオリ（、1988年1月2日 - ）は、日本の女性。タレント。以前の芸名は安藤 徠愛羽（）。福岡県出身。夫は元ジャングルポケットの斉藤慎二。

## 人物
- 趣味：野球観戦、競馬、パチンコ、ポーカー
- 特技：ヒップホップダンス、料理、ライフル射撃(競技)

## 略歴
- 時期不明：「安藤 徠愛羽」の名義で撮影会モデルとして始動。
- 2011年 - 2013年：東京都にあるスポーツ新聞6紙が共同で2010年から立ち上げた、女性6人組ユニット「スクープ!?」の2期生として活動。
- 2012年8月8日：「スクープ!?」の2期生が「この日のために」でCDデビュー。
- 2015年：競馬アイドルとして日刊スポーツで競馬コラム「瀬戸サオリの南関突破」を連載。
- 2017年12月12日：お笑いトリオ「ジャングルポケット」に当時所属していた斉藤慎二との結婚を発表[1]。
- 2019年8月29日：第1子妊娠を報告[2]。
- 2019年11月27日：第1子男児を出産[3]。

## 出演作品

### テレビ
- 踊る!さんま御殿!!（2008年 日本テレビ）
- 行列のできる法律相談所（2009年 日本テレビ）
- Goro's Bar Presents マイ・フェア・レディ（2009年 TBS）
- 人生が変わる1分間の深イイ話（2009年、2011年 日本テレビ）
- ブラマヨ衝撃ファイル 世界のコワ〜イ女たち（2011年 TBS）
- ダウンタウンなう（2015年 フジテレビ）
- うまズキッ!（2015年、2016年 フジテレビ）

### 広告
- 東京メトロ（2007年 東京地下鉄）
- ニンテンドーDS（2007年 任天堂）
- 爽（2008年 ロッテ）
- WONDA（2008年 アサヒ飲料）
- コカ・コーラ（2009年 ザ コカ・コーラ カンパニー）
- サッポロ 濃いめのレモンサワー（2022年 サッポロビール） - 斉藤慎二と共演[4]

### 映画
- ROOKIES -卒業-（2009年 映画「ROOKIES」製作委員会）